# Ťing-an (obvod Šanghaje)
Městský obvod Ťing-an (čínsky v českém přepisu Ťing-an čchü, pchin-jinem Jìng’ān Qū, znaky zjednodušené 静安区, tradiční 靜安區) je jeden z městských obvodů v Šanghaji, jednom z největších měst Čínské lidové republiky. Má plochu přibližně 7,6 čtverečního kilometru a k roku 2003 v něm žilo přibližně 320 tisíc obyvatel.